# Lijst van weg- en veldkruisen in Maasgouw
Dit is een onvolledige lijst van weg- en veldkruisen in de gemeente Maasgouw. Onder kruisen wordt verstaan: alle weg-, veld- en hagelkruisen ed. De kruisen op kerkhoven of op gevels en daken van gebouwen zijn buiten beschouwing gelaten.
Bij enkele kruisen staat het huisnummer aangegeven van de woning die erbij ligt.
| Adres                                  | Plaats       | Plaatsingsjaar | Soort kruis                 | Extra informatie                                                                                 | Foto |
| -------------------------------------- | ------------ | -------------- | --------------------------- | ------------------------------------------------------------------------------------------------ | ---- |
| Beegerderveld (bij nr. 10)             | Beegden      |                |                             |                                                                                                  |      |
| Biezenstraat-Eerdweg                   | Beegden      |                |                             |                                                                                                  |      |
| Eindstraat                             | Beegden      |                |                             |                                                                                                  |      |
| Heerenweg-Heuvelstraat                 | Brachterbeek |                | 1861 en 1985                |                                                                                                  |      |
| Op de Berg                             | Brachterbeek |                | 1937 en 1988                | Stond oorspronkelijk op het graf van Joseph Willems, maar werd later als wegkruis herplaatst.    |      |
| Tramlaan                               | Brachterbeek |                |                             |                                                                                                  |      |
| Daalzicht-Heerbaan                     | Heel         |                |                             |                                                                                                  |      |
| Kerkstraat                             | Heel         |                |                             |                                                                                                  |      |
| Molenweg-Weerdweg                      | Linne        |                |                             |                                                                                                  |      |
| Oeveren-Weerdweg                       | Linne        |                |                             |                                                                                                  |      |
| Battenweg-Brouwerstraat                | Maasbracht   |                |                             |                                                                                                  |      |
| Broekstraat-Stationsweg                | Maasbracht   | Dankkruis      | 1876                        |                                                                                                  |      |
| Hofstraat-Ohéstraat                    | Maasbracht   |                |                             |                                                                                                  |      |
| Julianastraat-Sintelstraat             | Maasbracht   |                | Eind 19e eeuw, 1920 en 1998 | Stond oorspronkelijk op het graf van Leonardus Jochems, maar werd later als wegkruis herplaatst. |      |
| Burgemeester Minkenberglaan-Daalderweg | Ohé en Laak  |                |                             |                                                                                                  |      |
| De wijde steeg-Dorpsstraat             | Ohé en Laak  |                |                             |                                                                                                  |      |
| Moeder Magdalenastraat-Walburgisstraat | Ohé en Laak  |                |                             |                                                                                                  |      |
| Steegweg                               | Ohé en Laak  |                |                             |                                                                                                  |      |
| Heelderweg-Sint Antoniusstraat         | Panheel      |                |                             |                                                                                                  |      |
| Pater Jac. Schreursweg                 | Panheel      |                |                             |                                                                                                  |      |
| Bilt-Bruidstraat                       | Stevensweert |                |                             |                                                                                                  |      |
| Gouverneur Houbenstraat-Nieuwendijk    | Stevensweert |                |                             |                                                                                                  |      |
| Kanaalweg (bij nr. 2)                  | Stevensweert |                |                             |                                                                                                  |      |
| Molenveld                              | Stevensweert |                |                             | Bij de Hompesche Molen                                                                           |      |
| Sint Annaweg (bij nr. 1)               | Stevensweert |                |                             |                                                                                                  |      |
| Heerbaan-Sleestraat                    | Thorn        |                |                             |                                                                                                  |      |
| Kessenicherweg                         | Thorn        |                |                             |                                                                                                  |      |
| Onder de Bomen                         | Thorn        |                |                             |                                                                                                  |      |
| Santforterstraat                       | Thorn        |                |                             |                                                                                                  |      |
| Wessemerdijk                           | Thorn        |                |                             |                                                                                                  |      |
| Hagenbroekerweg                        | Wessem       |                |                             |                                                                                                  |      |
| Kloosterstraat (bij nr. 7)             | Wessem       |                |                             |                                                                                                  |      |
| Paardenbeemd-Thornerweg                | Wessem       |                |                             |                                                                                                  |      |